# Technologie de l'information
Ne doit pas être confondu avec Technologies de l'information et de la communication ou Système d'information.
Pour les articles homonymes, voir TI et IT.
Les technologies de l'information (TI), ou IT pour « information technologies » en anglais, sont le domaine technique du traitement de l'information, souvent dans un contexte professionnel,[source insuffisante].

## Régulation
Ce domaine a été soumis à un accord de libre échange par l'OMC appelé accord sur les technologies de l'information.

## Liens avec les technologies de la communication

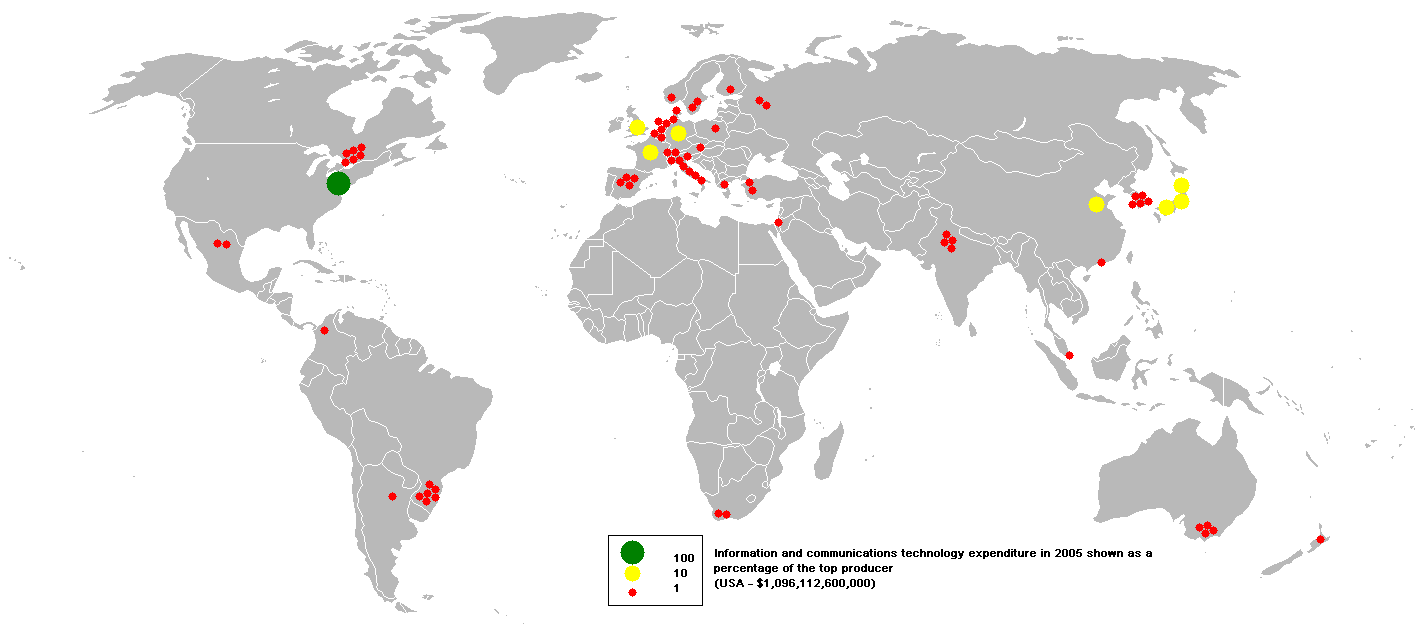
Carte montrant la répartition mondiale des dépenses consacrées aux technologies de l'information et de la communication en 2005 (% du marché principal).

Avec la numérisation des systèmes de communication et pour tenir compte de l'intégration de leur gestion aux technologies de l'information, le monde universitaire utilise l'expression « technologies de l'information et de la communication » (TIC).